# Steironepion
Steironepion là một chi ốc biển, là động vật thân mềm chân bụng sống ở biển trong họ Columbellidae.

## Các loài
Các loài trong chi Steironepion gồm có:
- Steironepion delicatus Ortea, Espinosa & Fernandez-Garcès, 2008[2]
- Steironepion maculatum (C. B. Adams, 1850)[3]
- Steironepion minus (C. B. Adams, 1845)[4]
- Steironepion moniliferum (Sowerby I, 1844)[5]